# Personaggi de Il mio amico Arnold
Elenco dei personaggi principali della sitcom Il mio amico Arnold.

## Prospetto
| Philip Drummond   | Conrad Bain     | 189 | Personaggio principale | Personaggio principale | Personaggio principale | Personaggio principale | Personaggio principale | Personaggio principale | Personaggio principale | Personaggio principale |
| Arnold Jackson    | Gary Coleman    | 184 | Personaggio principale | Personaggio principale | Personaggio principale | Personaggio principale | Personaggio principale | Personaggio principale | Personaggio principale | Personaggio principale |
| Willis Jackson    | Todd Bridges    | 169 | Personaggio principale | Personaggio principale | Personaggio principale | Personaggio principale | Personaggio principale | Personaggio principale | Personaggio principale | Personaggio principale |
| Kimberly Drummond | Dana Plato      | 142 | Personaggio principale | Personaggio principale | Personaggio principale | Personaggio principale | Personaggio principale | Personaggio principale | Guest star             | Guest star             |
| Edna Garrett      | Charlotte Rae   | 33  | Personaggio principale | Personaggio principale | Assente                | Assente                | Assente                | Guest star             | Assente                | Assente                |
| Adelaide Brubaker | Nedra Volz      | 24  | Assente                | Guest star             | Guest star             | Guest star             | Assente                | Guest star             | Assente                | Assente                |
| Pearl Gallagher   | Mary Jo Catlett | 62  | Assente                | Assente                | Assente                | Assente                | Guest star             | Personaggio principale | Personaggio principale | Personaggio principale |
| Maggie McKinney   | Dixie Carter    | 28  | Assente                | Assente                | Assente                | Assente                | Assente                | Guest star             | Personaggio principale | Assente                |
| Maggie McKinney   | Mary Ann Mobley | 9   | Assente                | Assente                | Assente                | Assente                | Assente                | Assente                | Assente                | Personaggio principale |
| Sam McKinney      | Danny Cooksey   | 50  | Assente                | Assente                | Assente                | Assente                | Assente                | Guest star             | Personaggio principale | Personaggio principale |

## Elenco

### Philip Drummond
- Prima apparizione: 1x01 I due di Harlem
- Ultima apparizione: 8x19 The Front Page (Il mio amico Arnold) - 6x24 L'appartamento che non c'è: Parte 2 (Willy, il principe di Bel-Air)

Philip Drummond è stato interpretato da Conrad Bain. Philip, ricco vedovo bianco, all'inizio della serie decide di mantenere la promessa fatta alla sua defunta governante afroamericana, ossia accogliere nel suo attico i figli di lei, Arnold e Willis Jackson. I ragazzi verranno adottati dal signor Drummond dopo un anno di convivenza. Ad aiutare Philip con i bambini e Kimberly, sua figlia biologica, vi sono le governanti dell'attico, la prima delle quali è la signora Garrett. Philip gestisce una compagnia e ha un'eccentrica sorella di nome Sophia. Frequenta diverse donne durante gli anni ma quella che gli farà perdere la testa sarà Maggie McKinney, un'istruttrice televisiva di aerobica: i due si sposeranno alla fine della sesta stagione e lei porterà in casa Sam, il figlio avuto dal primo marito. Philip appare anche ne L'albero delle mele nell'episodio 1x01 La scuola delle ragazze, in Hello, Larry negli episodi 1x10 Il viaggio: Parte 2, 2x01 Lo show: Parte 2 e 2x10 Thanksgiving Crossover: Part 2 e in Willy, il principe di Bel-Air nell'episodio 6x24 L'appartamento che non c'é: Parte 2.

### Arnold Jackson
- Prima apparizione: 1x01 I due di Harlem
- Ultima apparizione: 8x19 The Front Page (Il mio amico Arnold) - 6x24 L'appartamento che non c'è: Parte 2 (Willy, il principe di Bel-Air)

Arnold John Jackson è stato interpretato da Gary Coleman. Arnold è il fratello minore di Willis e ha 8 anni all'inizio della serie. Dopo essere rimasti orfani, i due fratelli vengono adottati da Philip Drummond, presso cui la loro defunta madre lavorava come governante. Al momento del trasferimento nell'attico, Willis era intenzionato a tornare ad Harlem mentre Arnold era felice di trovarsi nel nuovo ambiente. Nonostante Arnold non sia tecnicamente il protagonista della serie, il suo essere straordinariamente precoce e la sua battuta pronta spesso rubano la scena agli altri personaggi. Usa spesso rispondere durante situazioni di perplessità con il celebre tormentone "Che cavolo stai dicendo?". Possiede un pesciolino di nome Abramo, che muore alla fine della seconda stagione. I suoi migliori amici sono Dudley, Robbie, Ricky e Charlie. A scuola, lui e i suoi amici hanno spesso a che fare con un bullo chiamato Il Gufo e devono sopportare le continue angherie di Lisa. Con l'arrivo di Sam in casa, Arnold rivestirà il ruolo del fratello maggiore. Il personaggio appare anche ne L'albero delle mele negli episodi 1x01 La scuola delle ragazze e 2x01 La nuova ragazza: Parte 1, in Hello, Larry negli episodi 1x10 Il viaggio: Parte 2, 2x01 Lo show: Parte 2 e 2x10 Thanksgiving Crossover: Part 2, ne Il mio amico Ricky nell'episodio 1x07 The Great Computer Caper, in Storie incredibili nell'episodio 1x10 Il telecomando e in Willy, il principe di Bel-Air nell'episodio 6x24 L'appartamento che non c'é: Parte 2.

### Willis Jackson
- Prima apparizione: 1x01 I due di Harlem
- Ultima apparizione: 8x17 The Big Bribe

Willis Jackson è stato interpretato da Todd Bridges. Willis è il fratello maggiore di Arnold e ha 13 anni all'inizio della serie. Dopo essere rimasti orfani, i due fratelli vengono adottati da Philip Drummond, presso cui la loro defunta madre lavorava come governante. Nel primo episodio Willis cerca insistentemente di convincere Arnold a tornare ad Harlem, sostenendo che Manhattan non è il posto adatto a loro. Si deciderà a rimanere soltanto con l'aiuto del signor Drummond e della signora Garrett. Willis nella serie alterna momenti in cui si dimostra un ragazzo molto maturo e un fratello premuroso ad altri in cui si comporta da persona ribelle e irragionevole. Ha una lunga relazione con Charlene Duprey; i due romperanno alla fine della sesta stagione. Con l'arrivo di Sam, il personaggio passerà in secondo piano: sarà assente in diversi episodi delle ultime due stagioni ma il suo nome continuerà comunque a essere presente nella sigla iniziale. Il personaggio appare anche ne L'albero delle mele negli episodi 1x01 La scuola delle ragazze e 2x13 Comprato e venduto e in Hello, Larry negli episodi 1x10 Il viaggio: Parte 2, 2x01 Lo show: Parte 2 e 2x10 Thanksgiving Crossover: Part 2.

### Kimberly Drummond
- Prima apparizione: 1x01 I due di Harlem
- Ultima apparizione: 8x13 Bulimia

Kimberly Drummond è stata interpretata da Dana Plato. Kimberly è l'unica figlia biologica di Drummond; anche lei, come Arnold e Willis, è orfana di madre. Ha 13 anni all'inizio della serie. Frequenta prima l'Eastland School di Peekskill e poi, a partire dal secondo episodio della quinta stagione, la stessa scuola pubblica di Willis. Spesso nella serie, durante le prime stagioni, le sue compagne di scuola le fanno visita. Inoltre è proprio Kimberly ad accompagnare la signora Garrett a Eastland la prima volta. Lascia la famiglia per andare a studiare a Parigi. Tornerà sporadicamente nelle ultime due stagioni dove si scoprirà essere affetta da bulimia. Il personaggio appare anche ne L'albero delle mele nell'episodio 1x01 La scuola delle ragazze e in Hello, Larry negli episodi 1x10 Il viaggio: Parte 2, 2x01 Lo show: Parte 2 e 2x10 Thanksgiving Crossover: Part 2.

### Adelaide Brubaker
- Prima apparizione: 2x16 Il candidato
- Ultima apparizione: 6x19 The Wedding: Part 2

Adelaide Brubaker è stata interpretata da Nedra Volz. Adelaide arriva a casa Drummond durante la seconda stagione in qualità di governante, dopo la partenza della signora Garrett. Il personaggio appare su base ricorrente dalla seconda alla quarta stagione. In precedenza Adelaide aveva lavorato per tre signori diversi accudendoli tutti fino alla loro morte, mentre da giovane era stata nell'avanspettacolo come assistente di un mago. Non si sa come mai Adelaide a un certo punto decide di lasciare l'attico: la donna riapparirà un'ultima volta per il matrimonio di Philip e Maggie.

### Pearl Gallagher
- Prima apparizione: 5x02 Nell'acqua bollente
- Ultima apparizione: 8x18 The Photo Club

Pearl Gallagher è stata interpretata da Mary Jo Catlett. Pearl è la terza e ultima governante di casa Drummond. Appare per la prima volta nel secondo episodio della quinta stagione e rimarrà fino al termine della serie. Il suo curriculum è molto ricco, visto che ha lavorato per Henry Kissinger, Cyrus Vance, Edmund Muskie e Alexander Haig e ha frequentato le migliori scuole di cucina in Europa, motivo per il quale non ama il cibo spazzatura. In un episodio rivela di soffrire di crisi epilettiche.

### Maggie McKinney
- Prima apparizione: 6x13 Drummond's Lady (Carter) -  8x01 Sam's Missing: Part 1 (Mobley)
- Ultima apparizione: 7x22 Blue Collar Drummond (Carter) - 8x16 Lifestyles of the Poor and Unknown (Mobley)

Margaret "Maggie" McKinney è stata interpretata da Dixie Carter (s. 6-7) e da Mary Ann Mobley (s. 8). Maggie conduce un programma di aerobica in televisione. Sposa il signor Drummond alla fine della sesta stagione e porta con sé Sam, il figlio avuto da Wes McKinney, il suo primo marito. Il suo cognome da nubile non è mai stato rivelato.

### Sam McKinney
- Prima apparizione: 6x16 Hooray for Hollywood: Part 1
- Ultima apparizione: 8x19 The Front Page

Sam McKinney è stato interpretato da Danny Cooksey. Sam è il figlio avuto da Maggie durante il matrimonio con Wes McKinney. Si affezionerà molto alla sua nuova famiglia, in particolare al signor Drummond e ad Arnold.